# France 24
France 24 este un canal de televiziune francez de informații internaționale, ce emite în 4 limbi (franceză, engleză, spaniolă și arabă) 24 de ore din 24, 7 zile pe săptămână.
France 24 a fost lansat la 6 decembrie 2006. Principalii săi concurenți sunt postul american CNN, britanicul BBC, paneuropeanul Euronews, canalul german Deutsche Welle și postul din Qatar, Al Jazeera. De altfel, France 24 își dorește să fie varianta franceză a CNN-ului conform declarațiilor lui Renaud Donnedieu de Vabres, în acel moment ministru al Culturii.
Este condus de un parteneriat între Grupul TF1 și France Televisions (ce include France2 și France3) cu anumite programe finanțate de Agenția France Press, Radio France Internationale, TV5MONDE, Arte, Euronews și La Chaine Parlamentaire. Este finanțat de Franța cu un budget anual de aproximativ 80 de milioane de euro.
Președintele Nicolas Sarkozy a anunțat la 8 ianuarie 2008 că este în favoarea reducerii transmiterii de programe numai în limba franceză.
France 24 este recepționat prin satelit în cea mai mare parte a Europei, Africii și Orientului Mijlociu și prin cablu și antenă în New York și Washington DC. În Statele Unite ale Americii, Canada și America Centrală și de Sud, France 24 este reprezentat de compania americană de telecomunicații New Line Television, bazată în Miami, Florida.
Canalele cu emitere în limbile franceză, engleză și arabă pot fi vizionate și pe site-ul France24, cu transmisie live în format Windows Media.
În octombrie 2009, France 24 și-a relansat site-ul France24.com, cu o arhivă video completă, dar și cu un serviciu video on-demand, unde se poate urmări în High Definition oricare dintre cele trei canale.
La data de 2 mai Iranul a blocat site-ul acestui post de știri francez.